# Saint-Hilaire-de-Voust
Saint-Hilaire-de-Voust ist eine französische Gemeinde mit 628 Einwohnern (Stand: 1. Januar 2022) im Département Vendée in der Region Pays de la Loire; sie gehört zum Arrondissement Fontenay-le-Comte und zum Kanton La Châtaigneraie. Die Einwohner werden Saint-Hilairois genannt.

## Geographie
Saint-Hilaire-de-Voust liegt etwa 60 Kilometer ostsüdöstlich von La Roche-sur-Yon an der Vendée. Umgeben wird Saint-Hilaire-de-Voust von den Nachbargemeinden La Chapelle-aux-Lys im Norden, Le Busseau im Osten, Marillet im Süden, Puy-de-Serre im Süden und Südwesten, Saint-Maurice-des-Noues im Westen sowie Loge-Fougereuse im Nordwesten.

## Bevölkerungsentwicklung
| Jahr                      | 1962 | 1968 | 1975 | 1982 | 1990 | 1999 | 2006 | 2013 |
| Einwohner                 | 859  | 777  | 702  | 705  | 666  | 638  | 635  | 656  |
| Quelle: Cassini und INSEE |      |      |      |      |      |      |      |      |

## Sehenswürdigkeiten
- Kirche Saint-Hilaire
- Schloss La Chesnelière (Monument historique)

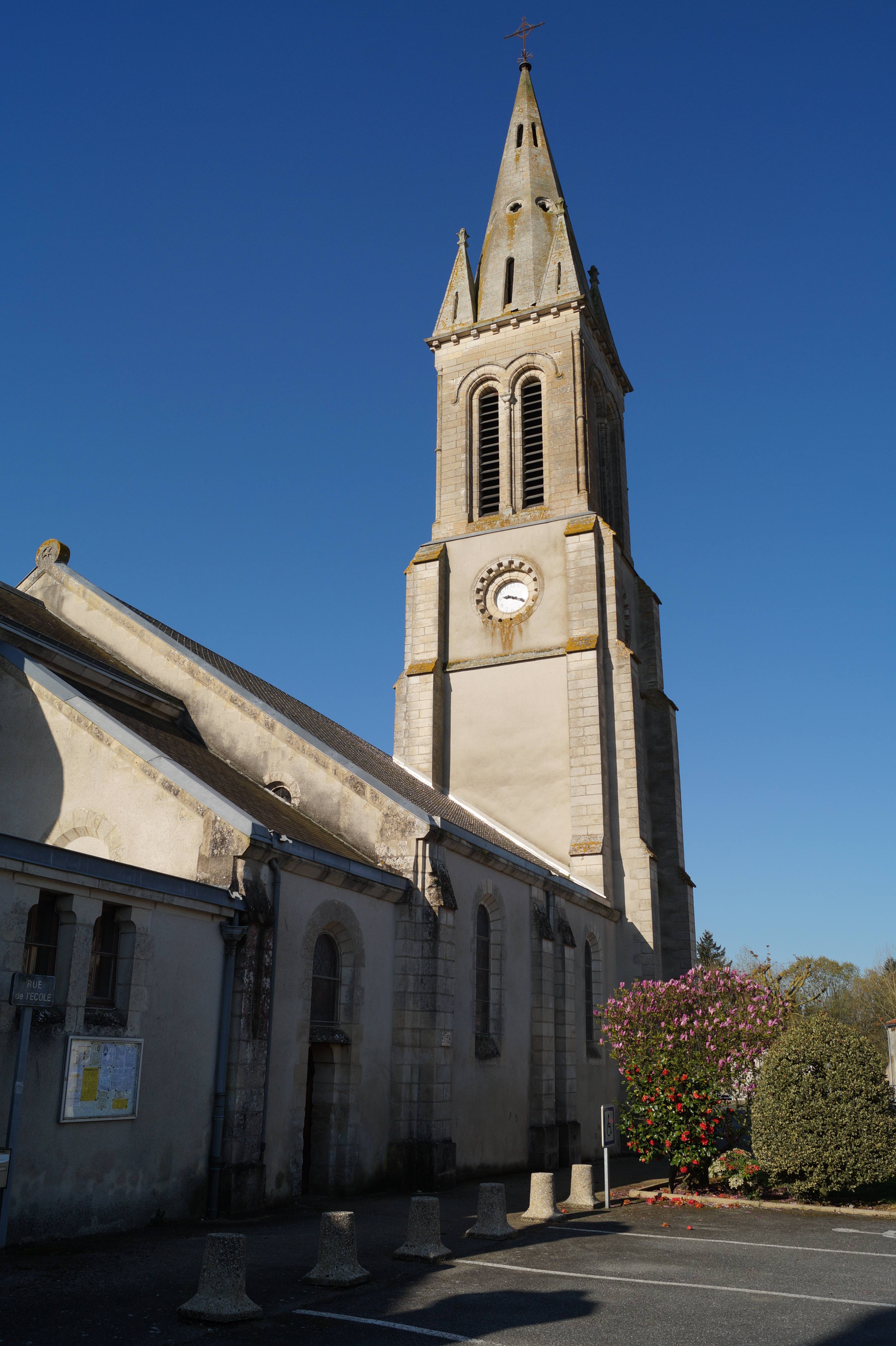
Kirche Saint-Hilaire
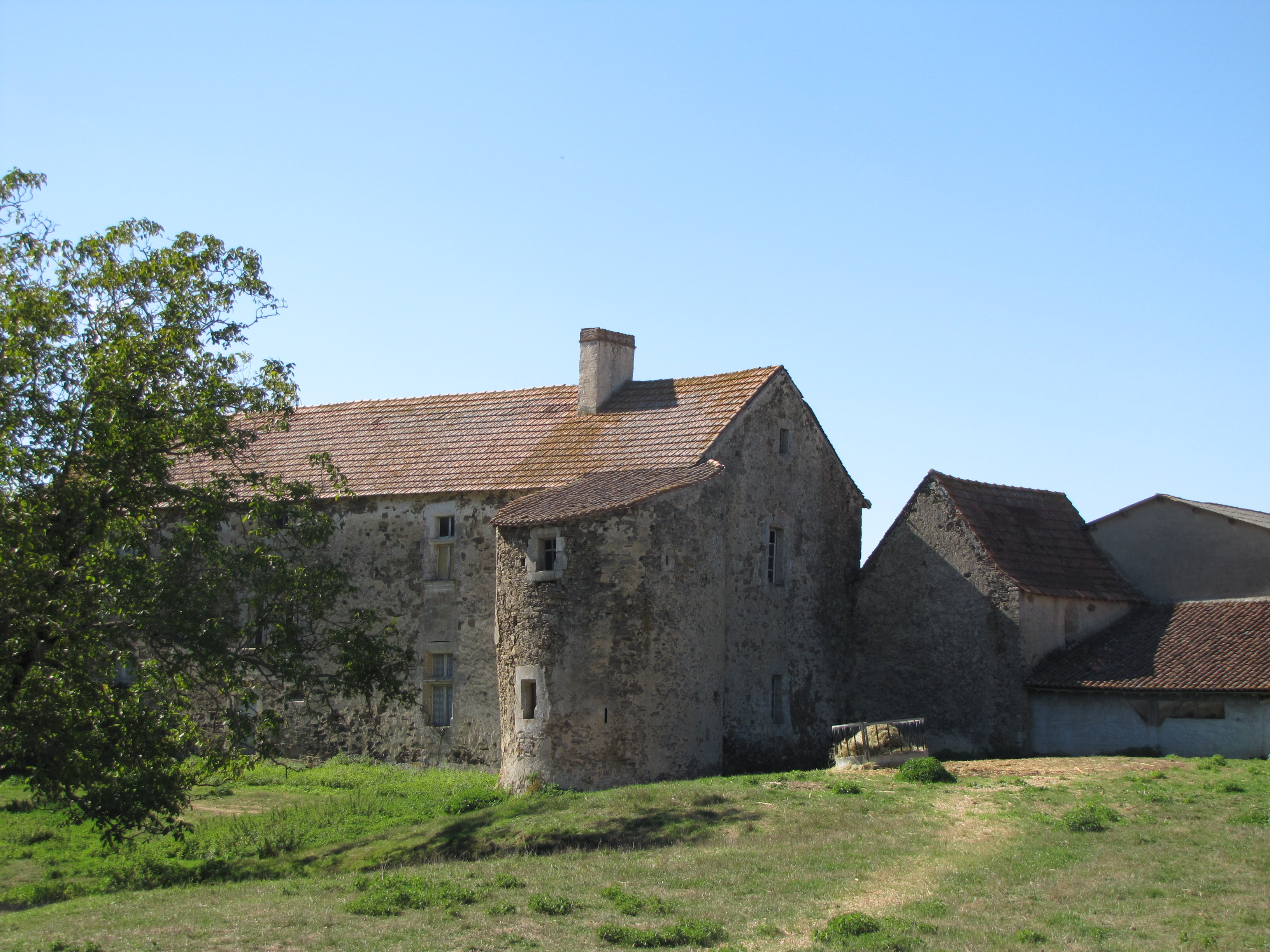
Schloss La Chesnelière